# António Dinis da Cruz e Silva
Antonio Dinis da Cruz e Silva va néixer a Lisboa l'any 1731. Es va llicenciar en dret per la Universidade de Coimbra i va exercir de jutge en diversos llocs de Portugal i Brasil al llarg de la seva vida. Va morir el 1799 a Rio de Janeiro. Dinis sempre va ocultar la seva faceta de poeta i la va considerar secundària a la seva feina com a magistrat; això i el fet que mai estigués satisfet amb les seves creacions, cosa que el duia a modificar-les constantment, va provocar que mai es publiqués la seva obra completa en vida (de fet, l'edició de les seves obres de 1807 conté nombroses variants).
La poesia de Cruz e Silva té en l'amor i la tristesa els seus sentiments més importants, sobretot el segon. D'altra banda, les formes que més va conrear van ser les odes i els ditirambs; així com les èglogues i els idil·lis quan necessitava fer composicions més llargues.
Cruz e Silva va ser un enamorat del Brasil com bé mostren les seves Metamorfoses, un conjunt de dotze poemes en els quals interpreta poèticament el paisatge brasiler per mitjà de les transmutacions que pateixen diversos amants trets del món mitològic clàssic en elements de la flora i fauna sud-americana. Encara no s'ha estudiat a fons si Dinis va inventar aquests mites o si els va prendre del folklore indígena; és de suposar que Dinis devia tenir alguna font d'on treure les històries i que és a partir d'ell que avui es coneix el seu desenvolupament i s'interpreten.
O Hissope és el millor poema de caràcter heroicocòmic de la literatura portuguesa. En ell, Dinis agafa una fet que va tenir lloc a Elvas (Alentejo) i el concep com si fos una epopeia, introduint per a l'ocasió en l'acció els déus de l'Olimp i el geni de les bagatel·les que intervenen generant nous conflictes i embolicant l'acció principal, duta a terme per uns homes capaços de dur a terme accions dignes de superherois. L'obra acaba també amb una visió del futur que corre de la mà d'Abracadabro, tal com correspon a tot poema heroic, però feta per un personatge que només amb el nom deixa clara la sàtira.